# TipRanks
TipRanks es una empresa de tecnología financiera que utiliza inteligencia artificial para analizar grandes datos financieros con el objetivo de proporcionar herramientas de investigación del mercado de valores para inversores minoristas. TipRanks Financial Accountability Engine™ escanea y analiza sitios web financieros, presentaciones corporativas presentadas a la SEC y calificaciones de analistas para clasificar a los expertos financieros en tiempo real.
La empresa opera un sitio web y la plataforma de aplicaciones móviles que ofrecen suscripciones gratuitas y pagadas para la investigación del mercado de valores. La plataforma proporciona datos financieros alternativos a los inversores minoristas. Estos datos incluyen calificaciones agregadas de analistas, opiniones de blogueros financieros, factores de riesgo, tráfico de información privilegiada y una puntuación de acciones llamada Smart Score.
TipRanks proporciona datos sobre los mercados de los EE.UU., Canadá, el Reino Unido, Australia y Alemania.
Además, TipRanks monitorea y clasifica a los expertos financieros, incluidos analistas financieros de la parte de venta, blogueros financieros, primeros ejecutivos corporativos, administradores de hedge funds e inversores individuales, y hace esta información disponible al público.
Los datos de TipRanks también están disponibles a través de bancos y brokers.
La sede de la empresa se encuentra en Tel Aviv.

## Historia
TipRanks fue fundada en junio de 2012 por Uri Gruenbaum y Gilad Gat. Ellos se asociaron con Roni Michaely, profesor de finanzas de la Universidad de Cornell, para crear la empresa. TipRanks inicialmente estaba disponible solo como una extensión de navegador en un modelo freemium.
En 2013 la empresa lanzó su primer servicio, el Motor de Responsabilidad Financiera, para garantizar la transparencia de las recomendaciones de inversión en línea. En aquel mismo año TipRanks ganó dos premios Finovate por innovación disruptiva en el campo de la investigación financiera.
En 2014 el exgobernador de Nueva York Eliot Spitzer invirtió en la empresa y se unió a su junta directiva. En aquel mismo año TipRanks lanzó un sitio web que ofrecía clasificaciones de analistas, blogueros y expertos. El banco más grande de Israel, Bank Hapoalim, lanzó un nuevo servicio diseñado para ayudar a los clientes que operan en los Estados Unidos a tomar decisiones de inversión racionales, utilizando la tecnología de TipRanks.
Aquel año, más tarde, el director ejecutivo de TipRanks, Uri Gruenbaum, apareció con Spitzer en CNBC. Ellos demostraron las habilidades de TipRanks clasificando a los mejores y peores analistas del año, según TipRanks.
En 2015 TipRanks obtuvo el primer premio en IBM Watson Hackathon en Israel.
En 2016 TipRanks fue seleccionada como una Estrella Emergente por KPMG y H2 Venture en su lista de Innovadores Líderes Mundiales en Tecnología Financiera Fintech 100.
En 2018 TipRanks anunció que seguía ampliando su cobertura a los mercados canadienses.
En 2020 TipRanks amplió su cobertura a los mercados del Reino Unido.
Aquel mismo año, The Telegraph utilizó datos de TipRanks en sus informes de inversión por primera vez.
En 2021, TipRanks lanzó una nueva herramienta que presentaba los factores de riesgo de las empresas que cotizaban en bolsa. Aquel mismo año la empresa anunció el lanzamiento de una nueva herramienta que presentaba un análisis del tráfico del sitio web de las empresas que cotizaban en bolsa.
Además, en 2020 Bloomberg utilizó datos de TipRanks sobre el uso de información privilegiada corporativa en un artículo sobre cómo se manipulaba el mercado de valores.
En abril de 2021 la empresa anunció que había recaudado una ronda de financiación de capital de riesgo de 77 millones de dólares.
En 2022 TipRanks lanzó sitios web específicos de países para el Reino Unido, Canadá y Australia.

## Visión general
Los algoritmos de TipRanks analizan una variedad de páginas de información financiera, incluidos informes de analistas, blogs financieros, presentaciones de empresas, medios de comunicación y la SEC. TipRanks utiliza metodologías de procesamiento de lenguaje natural y aprendizaje automático para crear conjuntos de datos alternativos de esta información. TipRanks monitorea y clasifica a más de 100 000 expertos financieros, incluidos analistas de Wall Street, expertos corporativos, blogueros financieros, administradores de fondos de cobertura e inversores individuales.

## Los mejores analistas del año
Anualmente TipRanks anuncia a los analistas con mejor desempeño del año en los EE. UU., Canadá y el Reino Unido.
- EE. UU. 2021[23]
- Canadá 2021[24]
- wReino Unido 2020[25]

## Caridad
TipRanks es voluntario y brinda apoyo financiero a Amcha, una organización que brinda apoyo psicológico a los sobrevivientes del Holocausto y sus familias.

## Premios
Concurso de primavera de Finovate 2013 por su Motor de Responsabilidad Financiera
Concurso de otoño de Finovate 2013 por la cobertura de las recomendaciones de blogueros financieros por parte de Motor de Responsabilidad Financiera
2015 Ganador de IBM Watson Hackathon
2016 Innovadores de Fintech de Líderes Mundiales según Fintech 100, H2 Ventures KPMG